# Деление ядра
Деле́ние ядра́ — процесс расщепления атомного ядра на два (реже три) ядра с близкими массами, называемых осколками деления. В результате деления могут возникать и другие продукты реакции: лёгкие ядра (в основном альфа-частицы), нейтроны и гамма-кванты. Деление бывает спонтанным (самопроизвольным) и вынужденным (в результате взаимодействия с другими частицами, прежде всего, с нейтронами). Деление тяжёлых ядер — экзотермический процесс, в результате которого высвобождается большое количество энергии в виде кинетической энергии продуктов реакции, а также излучения. Деление ядер служит источником энергии в ядерных реакторах и ядерном оружии.

## Краткая история открытия

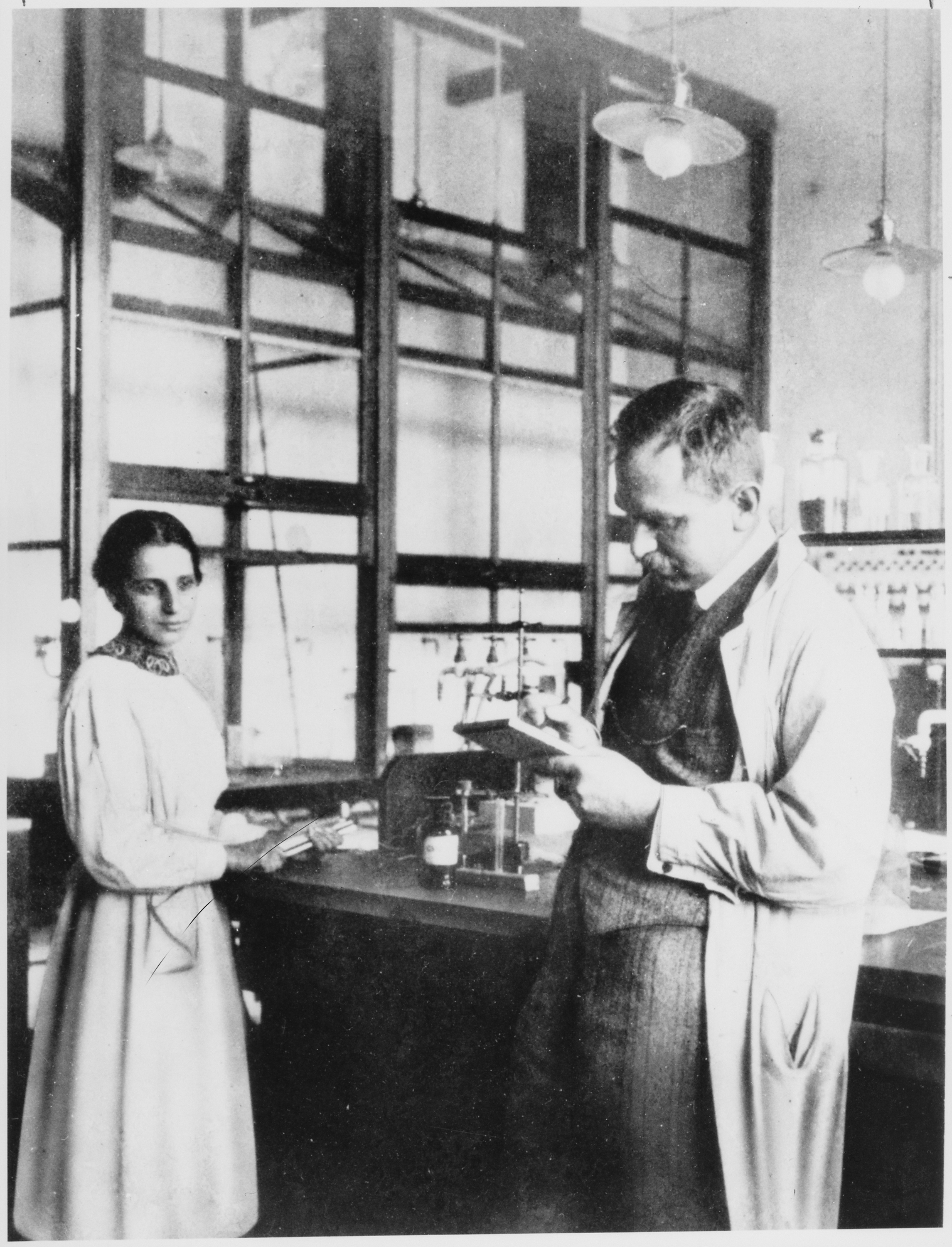
Отто Ган и Лиза Майтнер в лаборатории, 1925 год

Почти сразу после открытия нейтрона в 1932 году Джеймсом Чедвиком начались исследования взаимодействия нейтронов с ядрами. В этом же году в США Эрнест Лоуренс запустил первый циклотрон, а в Англии Джон Кокрофт и Эрнест Уолтон построили первый ускоритель протонов, способный расщеплять ядра.
В ближайшие годы несколькими учёными — Нильсом Бором, Яковом Френкелем и Джоном Уилером были разработаны важнейшие теоретические модели — капельная модель ядра и составное ядро, которые вплотную приблизили их к открытию деления. В 1934 году Ирен Кюри и Фредериком Жолио была открыта искусственная радиоактивность, ставшая серьёзным толчком на пути к открытию. В это же время Энрико Ферми с сотрудниками подвергали различные элементы облучению пучком нейтронов. Среди этих элементов они исследовали и уран — самый тяжёлый из существующих в природе элементов. Выводы, которые сделал Ферми из своих экспериментов, были сведены им к открытию трансурановых элементов и также не привели к разгадке реакции деления, так как дальнейшие результаты экспериментов для Ферми стали непонятными и неожиданными.
Только через 4 года сотрудники Института химии кайзера Вильгельма Отто Ган и Фриц Штрассман открыли процесс деления ядер. Эти учёные решили проверить необъяснимые результаты опытов, которые осуществили в Париже Ирен Кюри и Павел Савич. После облучения урана медленными нейтронами немецкие физики выделили радиоактивный продукт, который выпал в осадок при химической реакции на барий. Сначала они предположили, что выделенный элемент — изотоп радия, химически родственного барию, однако дальнейшие исследования привели их к заключению, что выделенный продукт является барием, а не более тяжёлым элементом с аналогичными свойствами. Эта гипотеза, опубликованная в статье «О доказательстве возникновения щёлочноземельных металлов при облучении урана нейтронами и их свойствах», содержала революционное заключение, что облучение ядра урана (Z=92) нейтронами может привести к образованию ядра с массой примерно в 2 раза меньше первоначальной (для бария Z=56).
Вскоре после этого Отто Фриш и Лиза Мейтнер дали физическое объяснение процесса деления ядра урана, о чём Фриш незамедлительно сообщил Бору. Во вскоре опубликованной статье Фриш и Мейтнер впервые употребили термин «деление» (англ. fission), подсказанный Фришу американским биологом Арнольдом.
Тем временем Бор на знаменитой конференции по теоретической физике в Вашингтоне 26 января 1939 года сообщил об открытии деления урана. Не дожидаясь конца доклада, физики один за другим стали покидать заседание, чтобы проверить сообщение в своих лабораториях.
Летом 1939 года Бор и Уилер представили статью «Механизм деления ядер», в которой было дано объяснение механизма деления ядра на основе капельной модели ядра. Эта модель, которая могла бы предсказать деление ядер, начала активно работать при объяснении его механизма.

## Механизм деления
Процесс деления может протекать только в том случае, когда потенциальная энергия начального состояния делящегося ядра превышает сумму масс осколков деления. Поскольку удельная энергия связи тяжёлых ядер уменьшается с увеличением их массы, это условие выполняется почти для всех ядер с массовым числом {\displaystyle A>90}.
Однако, как показывает опыт, даже самые тяжёлые ядра делятся самопроизвольно с очень малой вероятностью. Это означает, что существует энергетический барьер (барьер деления), препятствующий делению. Для описания процесса деления ядер, включая вычисление барьера деления, используется несколько моделей, но ни одна из них не позволяет объяснить процесс полностью.

### Описание на основе капельной модели

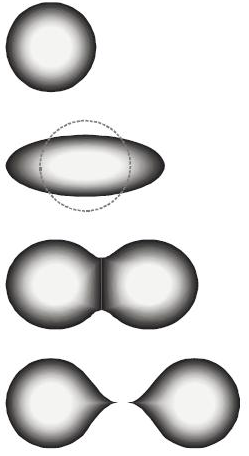
Стадии деления ядра-капли

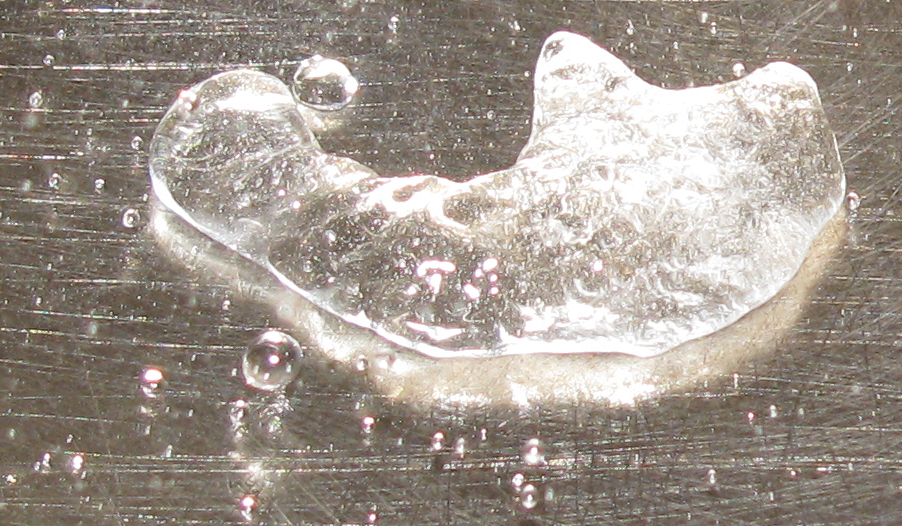
Инерционное движение капли воды на горячей поверхности

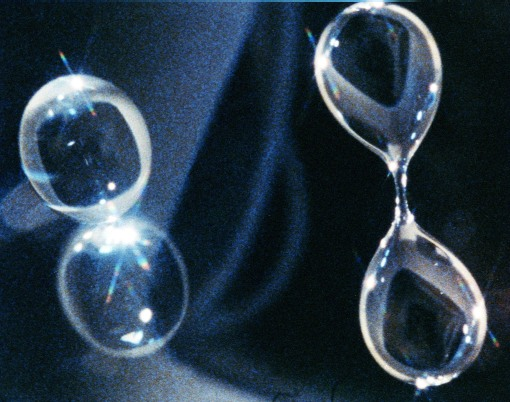
Фотография делящейся капли воды

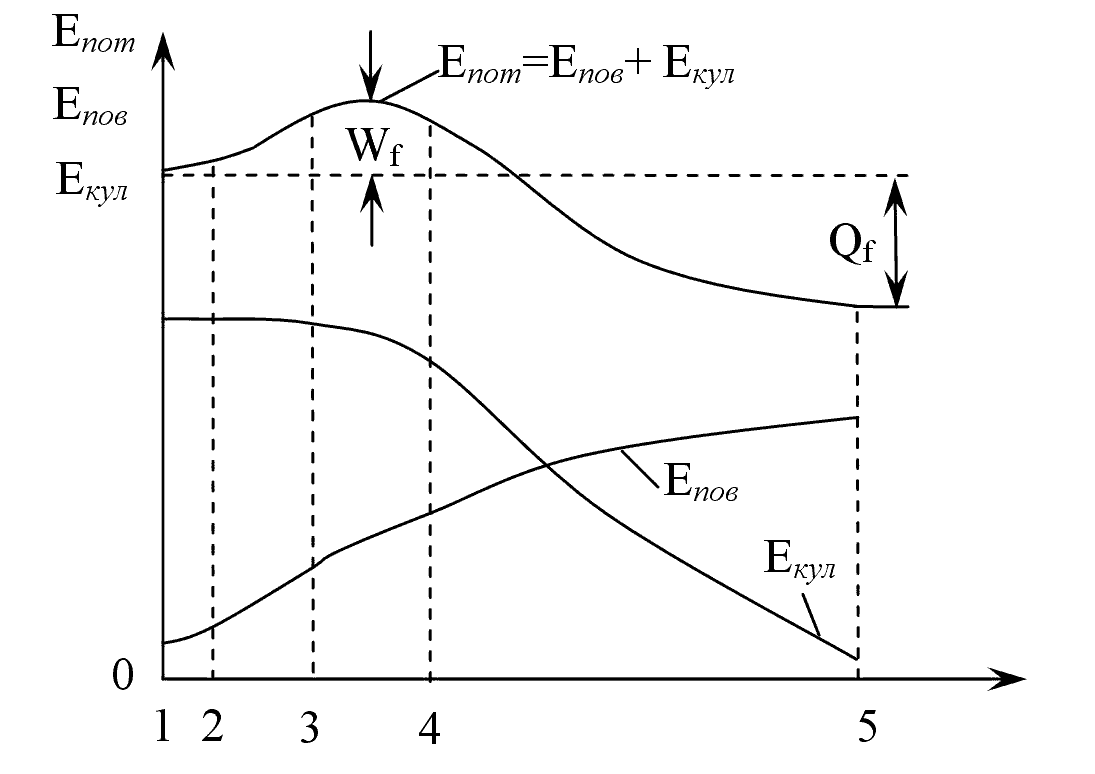
Изменение потенциальной энергии и её составляющих в процессе деления ядра

Традиционно механизм деления рассматривается в рамках капельной модели ядра, этот подход восходит к работе Бора и Уилера 1939 года.
Для деления с большой вероятностью тяжёлое ядро должно получить энергию извне, превышающую значение барьера деления. Так, после присоединения нейтрона ядро обладает энергией возбуждения, равной сумме энергии отделения (энергии связи) нейтрона и кинетической энергии захваченного нейтрона. Этой дополнительной энергии может быть достаточно, чтобы ядро перешло в возбуждённое состояние с интенсивными колебаниями.
Физически аналогичную ситуацию можно получить, если поместить каплю воды на горячую горизонтальную поверхность. Если поверхность достаточно горячая, то капля будет плавать на изолирующем слое пара, поддерживающем её над поверхностью в свободном состоянии. При этом могут возникнуть колебания формы капли, при которых она примет последовательно шарообразную и эллипсоидальную форму. Такое колебательное движение представляет собой состояние динамического равновесия между инерционным движением вещества капли и поверхностным натяжением, которое стремится поддерживать сферически симметричную форму капли. Если силы поверхностного натяжения достаточно велики, то процесс вытягивания капли прекратится раньше, чем капля разделится. Если же кинетическая энергия инерционного движения вещества капли окажется большой, то капля может принять гантелеобразную форму и при своём дальнейшем движении разделиться на две части.
В случае ядра процесс происходит аналогично, только к нему добавляется электростатическое отталкивание протонов, действующее как дополнительный фактор против ядерных сил, удерживающих нуклоны в ядре. Если ядро находится в возбуждённом состоянии, то оно совершает колебательные движения, связанные с отклонениями его формы от сферической. Максимальная деформация увеличивается с ростом энергии возбуждения и при некотором её значении может превысить критическое значение, что приведёт к разрыву исходной капли и образованию двух новых. Колебательные движения возможны под действием сил поверхностного натяжения (аналог ядерных сил в капельной модели ядра) и кулоновских. На поясняющем рисунке показано изменение потенциальной энергии и отдельных её составляющих в процессе деления заряженной капли. Энергия поверхностного натяжения резко возрастает с ростом малых деформаций (состояния 1-3) и остаётся практически неизменной после того, как капля приобретает гантелевидную форму (3-4). Энергия кулоновского взаимодействия плавно уменьшается с ростом деформаций практически во всём диапазоне состояний. Ядра, образовавшиеся после деления исходного ядра, разлетаются в противоположные стороны под действием кулоновских сил, и потенциальная энергия превращается в кинетическую (4-5). В итоге суммарная потенциальная энергия возрастает до момента деления капли, а затем уменьшается.
Барьер деления {\displaystyle W_{f}} равен разности между максимальным значением потенциальной энергии и её значением для исходного состояния, именно он препятствует самопроизвольному делению тяжёлых ядер. Разность между начальным значением потенциальной энергии и её минимальным конечным значением равна энергии реакции деления {\displaystyle Q_{f}}.
Энергетически выгодно деление тяжёлых ядер ({\displaystyle Q_{f}} больше нуля почти для всех ядер с {\displaystyle A>90}). Значения {\displaystyle W_{f}} и {\displaystyle Q_{f}} зависят от массового числа ядра. Для ядер с {\displaystyle A\approx 100\div 200} барьер деления примерно равен 40—60 МэВ, с ростом {\displaystyle A} значение {\displaystyle W_{f}} уменьшается и для самых тяжёлых ядер становится равным приблизительно 6 МэВ. Для ядер с {\displaystyle A\approx 260} барьер деления равен практически нулю, поэтому таких ядер в природе нет. Энергия реакции деления {\displaystyle Q_{f}} возрастает с ростом массового числа от отрицательных значений для ядер с {\displaystyle A\lesssim 90} до около 200 МэВ для ядер с {\displaystyle A\approx 230\div 240}. Оценочные значения {\displaystyle Q_{f}} и {\displaystyle W_{f}} для некоторых ядер:
| A                          | 16    | 60  | 100  | 140 | 200 | 236 |
| -------------------------- | ----- | --- | ---- | --- | --- | --- |
| {\displaystyle Q_{f}}, МэВ | −14,5 | −16 | 13,5 | 44  | 135 | 205 |
| {\displaystyle W_{f}}, МэВ | 18,5  | 48  | 47   | 62  | 40  | 6   |

Таким образом, для реализации процесса деления с большой вероятностью ядро должно получить извне энергию, превышающую значение барьера деления. Такую энергию можно передать ядру различными способами (облучение гамма-квантами, бомбардировка частицами и др.). Из всех возможных способов практическое применение нашёл лишь один — образование возбуждённого составного ядра путём присоединения к исходному ядру нейтрона, вклад других способов деления в ядерных реакторах (в том числе фотоделение гамма-квантами) составляет меньше 1 %. Деление нейтронами имеет огромное преимущество по сравнению с другими по двум причинам:
- пороговое значение кинетической энергии для нейтрона меньше, чем для гамма-кванта, приблизительно на величину {\displaystyle \varepsilon _{n}} (энергия связи нейтрона в составном ядре), что следует из формулы для энергии возбуждения составного ядра;
- деление ядер нейтронами сопровождается испусканием нейтронов, что создаёт основу для протекания цепной реакции деления[13].

### Оболочечные поправки. Двугорбый барьер деления
Описание на основе капельной модели не в состоянии объяснить некоторые существенные особенности процесса деления, в частности, асимметрию масс осколков. Кроме того, параметры спонтанно делящихся ядерных изомеров и характер зависимости сечения реакции деления от энергии вызывающих её нейтронов свидетельствуют о том, что барьер деления тяжёлых ядер имеет не один, а два максимума (двугорбый барьер деления), между которыми находится вторая потенциальная яма. Упомянутые изомеры (первым из которых был открыт 242mAm) соответствуют наиболее низкому энергетическому уровню ядра во второй потенциальной яме.
Эти особенности деления получают своё объяснение при учёте оболочечных поправок к энергии, вычисляемой с помощью капельной модели. Соответствующий метод был предложен Струтинским в 1966 году. Оболочечные эффекты выражаются в увеличении или уменьшении плотности уровней энергии ядра; они присущи как сферически симметричным, так и деформированным состояниям ядер. Учёт этих эффектов усложняет зависимость энергии от параметра деформации по сравнению с капельной моделью. Для большинства ядер актиноидов в этой зависимости появляется вторая потенциальная яма, соответствующая сильной деформации ядра. Глубина этой ямы меньше глубины первой ямы (соответствующей основному состоянию ядра) на 2—4 МэВ.
В общем случае деформация делящегося ядра описывается не одним, а несколькими параметрами. В таком многопараметрическом пространстве ядро может двигаться от начального состояния к точке разрыва различными путями. Такие пути называются модами (или каналами) деления. Так, в делении 235U тепловыми нейтронами выделяют три моды. Каждая мода деления характеризуется своими значениями асимметрии масс осколков деления и их полной кинетической энергии.

### Стадии процесса деления

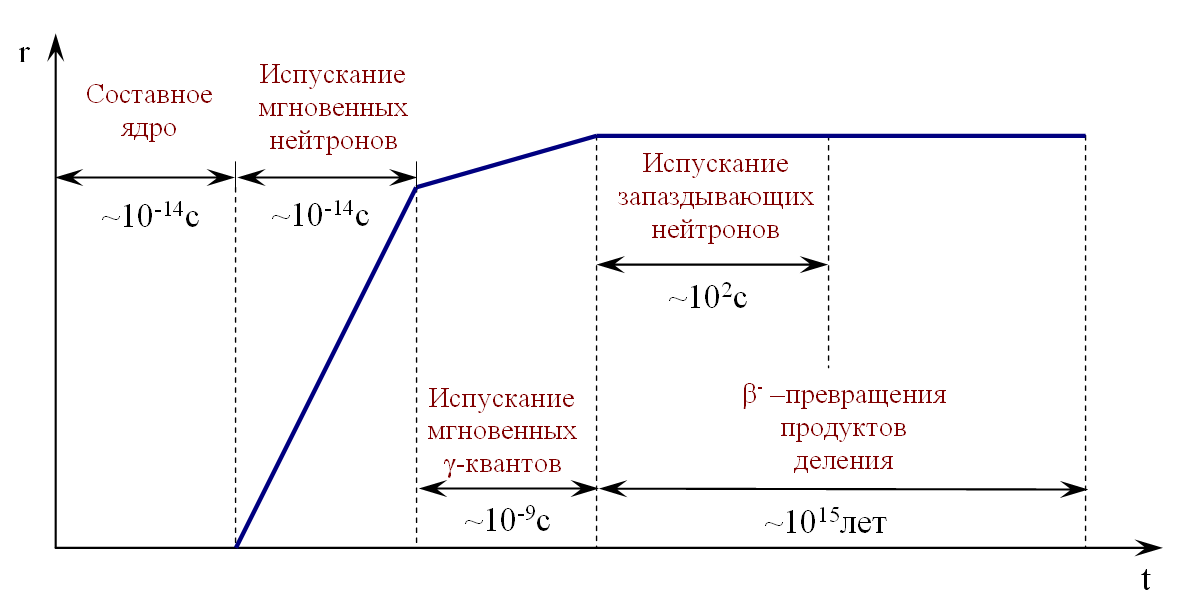
Условное схематическое изображение стадий процесса деления (r — расстояние между образовавшимися ядрами, t — время протекания стадий)

Деление начинается с образования составного ядра. Спустя примерно 10−14 секунды это ядро делится на два осколка, которые, ускоряясь под действием кулоновских сил, разлетаются в противоположные стороны. Ускоренное движение осколков заканчивается спустя 10−17 с момента их образования. К этому времени они имеют суммарную кинетическую энергию примерно 170 МэВ и находятся на расстоянии друг от друга примерно 10−8 см, то есть порядка размера атома.
Часть энергии деления переходит в энергию возбуждения осколков деления, которые ведут себя как любые возбуждённые ядра — либо переходят в основные состояния, излучая гамма-кванты, либо испускают нуклоны и превращаются в новые ядра, которые также могут оказаться в возбуждённом состоянии и их поведение будет аналогично поведению ядер, образовавшихся при делении исходного составного ядра.
Испускание ядром нуклона возможно лишь в случае, когда энергия возбуждения превышает энергию связи нуклона в ядре, тогда он испускается с большей вероятностью, чем гамма-квант, так как последний процесс протекает гораздо медленнее (электромагнитное взаимодействие намного слабее ядерного). Чаще всего испускаемым нуклоном является нейтрон, так как ему не нужно преодолевать кулоновский барьер при вылете из ядра, а для осколков деления это ещё вероятнее, так как они перегружены нейтронами, что приводит к понижению энергии связи последних. Энергия возбуждения осколков деления примерно равна 20 МэВ, что намного больше энергии связи нейтронов в осколках, а следовательно возможно испускание одного или двух нейтронов каждым из осколков спустя 10−17−10−14 секунды с момента их образования. В результате практически мгновенно после деления составного ядра осколки деления испускают два или три нейтрона, которые принято называть мгновенными.
Образовавшиеся ядра по-прежнему находятся в возбуждённых состояниях, однако в каждом из них энергия возбуждения меньше энергии связи нейтрона, поэтому остатки энергии возбуждения излучаются в виде гамма-квантов спустя 10−14−10−9 секунды с момента испускания нейтронов, такие гамма-кванты также называются мгновенными.
В дальнейшем движение осколков деления не связано с их превращениями. Так как они увлекают за собой не все электроны исходного атома, из них образуются многозарядные ионы, кинетическая энергия которых тратится на ионизацию и возбуждение атомов среды, что вызывает их торможение. В результате ионы превращаются в нейтральные атомы с ядрами в основных энергетических состояниях. Такие атомы называются продуктами деления.
Продукты деления имеют ядра со всё ещё избыточным количеством нейтронов по сравнению со стабильными ядрами в той же области массовых чисел и являются таким образом β−-радиоактивными, каждое из них служит началом серии β−-превращений, заканчивающихся только при достижении стабильного состояния. Ядра одной серии составляют так называемую цепочку распада, состоящую в среднем из трёх β−-переходов, скорость которых зависит от избытка нейтронов, уменьшается по мере приближения к стабильному состоянию и намного меньше рассмотренных выше стадий процесса деления. β−-распад сопровождается испусканием антинейтрино.
В результате β−-распадов могут образовываться ядра в возбуждённых состояниях, которые переходят в основные состояния путём излучения гамма-квантов либо, крайне редко, превращаются в другие ядра путём испускания нейтронов. Такие нейтроны называются запаздывающими.
В процессе деления возможно образование частиц, не упомянутых выше (например α-частиц), либо осколков деления в количестве, большем двух, однако эти события настолько маловероятны, что на практике обычно не рассматриваются.

## Спонтанное деление
В некоторых случаях ядро может делиться самопроизвольно, без взаимодействия с другими частицами. Этот процесс называется спонтанным делением. Спонтанное деление — один из основных видов распада сверхтяжёлых ядер.

### Спонтанное деление ядер в основном состоянии
Делению ядер, находящихся в основном состоянии, препятствует барьер деления.
Из рассмотрения механизма деления следует, что условие большой вероятности деления (соизмеримой с вероятностями других взаимодействий нейтронов с ядром) можно записать в виде:
{\displaystyle E^{*}\geq W_{f}},
то есть энергия возбуждения составного ядра должна быть не меньше барьера деления этого ядра. Деление возможно и при {\displaystyle E^{*}<W_{f}}, но вероятность такого процесса резко уменьшается с уменьшением энергии возбуждения.
Механизм этого процесса объясняется в рамках квантовой механики и аналогичен механизму излучения α-частицы, проходящей через потенциальный барьер. Это так называемый туннельный эффект, из объяснения которого следует, что проницаемость любого энергетического барьера отлична от нуля, хотя и уменьшается с увеличением ширины и высоты барьера.
Вероятность спонтанного деления определяется в первую очередь проницаемостью барьера деления. В первом приближении (в рамках капельной модели) барьер деления уменьшается с ростом параметра деления {\displaystyle {\frac {Z^{2}}{A}},} исчезая при {\displaystyle {\frac {Z^{2}}{A}}\approx 50.} Таким образом, вероятность спонтанного деления увеличивается с ростом заряда ядра. Для всех существующих в природе ядер вероятность и соответственно скорость спонтанного деления очень малы. Лишь для самых тяжёлых из них {\displaystyle (Z\geq 90)} скорости увеличиваются настолько, что могут быть определены экспериментально. Например для 238U и 239Pu период полураспада для спонтанного деления {\displaystyle T_{1/2}(SF)} имеет порядок величины 1016 лет, а для 235U ещё больше.
| Ядро  | {\displaystyle T_{1/2}(SF)}, лет | {\displaystyle T_{1/2}}, лет | Доля спонтанного деления, % |
| ----- | -------------------------------- | ---------------------------- | --------------------------- |
| 235U  | (1,0 ± 0,3)⋅1019                 | (7,04 ± 0,01)⋅108            | 7⋅10−9                      |
| 238U  | (8,2 ± 0,1)⋅1015                 | (4,468 ± 0,003)⋅109          | 5,5⋅10−5                    |
| 239Pu | (8 ± 2)⋅1015                     | (2,411 ± 0,003)⋅104          | 3⋅10−10                     |
| 240Pu | (1,151 ± 0,04)⋅109               | (6,564 ± 0,011)⋅103          | 5.7⋅10−6                    |
| 246Cm | (1,82 ± 0,02)⋅107                | 4760 ± 40                    | 2,62⋅10-2                   |
| 252Cf | 86 ± 1                           | 2,645 ± 0,008                | 3,09                        |
| 254Cf | 60,7 дней ± 0,2                  | 60,5 дней ± 0,2              | 99,7                        |

Из таблицы видно, что интенсивность спонтанного деления очень резко возрастает с ростом массы ядра.
Спонтанные деления имеют заметное значение как фоновый источник нейтронов в реакторах, содержащих большие количества 238U, и в реакторах, в которых накапливается заметное количество трансуранов, например, в реакторах на быстрых нейтронах. Для изучения свойств спонтанного деления зачастую используются более тяжёлые нуклиды, в первую очередь 252Cf. В спонтанном делении нуклидов с {\displaystyle Z=100\div 102}, в отличие от более лёгких ядер, превалирует симметричная мода (с примерно равными массами осколков деления).

### Изомеры формы
Для некоторых нуклидов с зарядовым числом от 92 до 97 (от урана до берклия) обнаружены возбуждённые состояния с малым периодом полураспада по спонтанному делению. Вероятность спонтанного деления для этих состояний в среднем в 1026 раз превосходит вероятность спонтанного деления для основных состояний соответствующих ядер. Эти состояния соответствуют нижнему уровню энергии ядра во второй потенциальной яме. Они характеризуются высокой степенью деформации и называются изомерами формы.
Высокая вероятность спонтанного деления изомеров формы объясняется значительно меньшей шириной барьера деления — делению из второй потенциальной ямы препятствует только внешний пик барьера деления. В свою очередь, внутренний пик препятствует гамма-переходу в основное состояние ядра. Поэтому основной модой распада изомеров формы является спонтанное деление — эти изомеры известны у 35 нуклидов актиноидов (включая обнаруженный в 1994 году 233mTh), и лишь для двух из них (236mU и 238mU) наблюдается изомерный гамма-переход.
Энергия изомеров формы составляет от 2 до 4 МэВ, соответствуя минимуму энергии во второй потенциальной яме. Периоды полураспада — от наносекунд до миллисекунд. Наибольший период полураспада — 14 мс — наблюдается у 242mAm, открытого первым из изомеров формы.

## Делящиеся нуклиды

Деление урана-235, инициированное захватом нейтрона

Как следует из теории составного ядра, минимальное значение энергии составного ядра {\displaystyle E^{*}} равно энергии связи нейтрона в этом ядре {\displaystyle \varepsilon _{n}}, которая существенно зависит от чётности числа нейтронов в ядре: энергия связи чётного нейтрона гораздо больше энергии связи нечётного при приблизительно равных массовых числах ядра. Сравним значения барьера деления для тяжёлых ядер и энергии связи нейтрона в тяжёлых ядрах (наиболее важных с практической точки зрения):
| Ядро  | {\displaystyle W_{f}}, МэВ | Ядро  | {\displaystyle \varepsilon _{n}}, МэВ |
| ----- | -------------------------- | ----- | ------------------------------------- |
| 232Th | 5,9                        | 233Th | 4,79                                  |
| 233U  | 5,5                        | 234U  | 6,84                                  |
| 235U  | 5,75                       | 236U  | 6,55                                  |
| 238U  | 5,85                       | 239U  | 4,80                                  |
| 239Pu | 5,5                        | 240Pu | 6,53                                  |

В таблице для энергии связи приведены ядра, образующиеся путём присоединения нейтрона к ядрам из таблицы для порога деления, однако величина барьера деления слабо зависит от массового числа и состава ядра, поэтому такое качественное сравнение допустимо.
Сравнение величин из этих таблиц показывает что для разных ядер:
- {\displaystyle \varepsilon _{n}>W_{f}}, это означает, что деление возможно нейтронами с любой сколь угодно малой кинетической энергией. К этой группе относятся ядра с нечётным числом нейтронов (присоединяемый нейтрон — чётный): 233U, 235U, 239Pu, которые принято называть делящимися;
- {\displaystyle \varepsilon _{n}<W_{f}}, это означает, что деление возможно лишь нейтронами с кинетической энергией, превышающей некое пороговое значение. К этой группе относятся ядра с чётным числом нейтронов (присоединяемый нейтрон — нечётный): 232Th, 238U, которые называют пороговыми. Значение пороговых энергий примерно равны 1,2 МэВ для 232Th и 1 МэВ для 238U.

Для других, не указанных в таблице, ядер ситуация аналогичная — ядра с нечётным числом нейтронов делящиеся, с чётным — пороговые. Пороговые ядра не могут служить основой цепной ядерной реакции деления.
Из пяти рассмотренных выше ядер только три имеются в природе: 232Th, 235U, 238U. Природный уран содержит примерно 99,3 % 238U и лишь 0,7 % 235U. Другие делящиеся ядра, 233U и 239Pu, могут быть получены искусственным путём. Практические способы их получения основаны на использовании пороговых ядер 232Th и 238U по следующим схемам:
{\displaystyle {}_{90}^{232}{\textrm {Th}}+{}_{0}^{1}{\textrm {n}}\xrightarrow {} _{90}^{233}{\textrm {Th}}{\xrightarrow[{\text{22 мин}}]{\beta ^{-}}}{}_{91}^{233}{\textrm {Pa}}{\xrightarrow[{\text{27,4 суток}}]{\beta ^{-}}}{}_{92}^{233}{\textrm {U}}{\xrightarrow[{1{,}6\cdot 10^{5}{\text{лет}}}]{\alpha }}}
{\displaystyle {}_{92}^{238}{\textrm {U}}+{}_{0}^{1}{\textrm {n}}\xrightarrow {} _{92}^{239}{\textrm {U}}{\xrightarrow[{\text{23,5 мин}}]{\beta ^{-}}}{}_{93}^{239}{\textrm {Np}}{\xrightarrow[{\text{2,3 суток}}]{\beta ^{-}}}{}_{94}^{239}{\textrm {Pu}}{\xrightarrow[{2{,}4\cdot 10^{4}{\text{лет}}}]{\alpha }}}
В обоих случаях процесс радиационного захвата приводит к образованию радиоактивных ядер. После двух последовательных β−-распадов образуются делящиеся нуклиды. Промежуточные ядра имеют достаточно малые периоды полураспада, что позволяет использовать эти способы на практике. Образовавшиеся делящиеся ядра также радиоактивны, но их периоды полураспада настолько велики, что ядра можно рассматривать как стабильные при использовании в ядерных реакторах.
В связи с возможностью получения делящихся ядер из пороговых, встречающихся в природе, 232Th и 238U, последние принято называть воспроизводящими. Современные знания о нуклидах позволяют предполагать, что будущее ядерной энергетики связано именно с превращением воспроизводящих материалов в делящиеся.

## Энергия деления
При делении тяжёлого ядра выделяется примерно 200 МэВ и более 80 % этой энергии составляет кинетическая энергия осколков деления. Остальная часть распределяется между нейтронами, гамма-квантами, β−-частицами и антинейтрино. При этом соотношение между отдельными составляющими энергии деления слабо зависит от делящегося ядра и от энергии нейтрона, вызывающего процесс деления.
Превращающаяся в тепло энергия на один акт деления (200 МэВ), в перерасчёте на 1 г прореагировавшего 235U даёт:
5⋅1023МэВ = 1,94⋅1010кал = 8,1⋅1010Дж = 22,5 МВт·ч ≈ 1 МВт·сут
Интересно, что около 5 % всей энергии деления уносится с антинейтрино и не может быть использовано.
Энергия осколков деления, мгновенных гамма-квантов и нейтронов превращается в тепло практически мгновенно. Энергия β−-распада, составляющая примерно 7 % всей энергии деления, выделяется постепенно в течение длительного времени, так как β−-распады происходят значительно позже момента деления ядра. Это запаздывание приводит к так называемому остаточному энерговыделению в остановленном ядерном реакторе, которое (в случае его работы на большой мощности) после остановки настолько велико, что необходимо принимать меры для охлаждения реактора. Причём вначале остаточное энерговыделение уменьшается довольно быстро: треть за 1 минуту, 60 % — за 1 час, около 75 % — за 1 сутки. Затем энергия выделяется всё медленнее, вследствие чего отработавшее в реакторе ядерное топливо обладает настолько большой радиоактивностью и, соответственно, остаточным энерговыделением, что требует длительной (по нескольку лет) выдержки в специальных бассейнах с охлаждением.
Распределение энергии деления, МэВ:
| Ядро  | Кинетическая энергия осколков | Энергия мгновенных гамма-квантов | Энергия запаздывающих гамма-квантов | Энергия нейтронов | Энергия бета-частиц | Энергия антинейтрино | Суммарная энергия |
| ----- | ----------------------------- | -------------------------------- | ----------------------------------- | ----------------- | ------------------- | -------------------- | ----------------- |
| 233U  | 160,5                         | 7,0                              | 7,0                                 | 5,0               | 9,0                 | 10                   | 198,5             |
| 235U  | 166,0                         | 7,2                              | 7,2                                 | 4,9               | 9,0                 | 10                   | 204,1             |
| 239Pu | 171,5                         | 7,0                              | 7,0                                 | 5,8               | 9,0                 | 10                   | 210,3             |

## Продукты деления

### Осколочные ядра
Основная статья: Nuclear fission product
Основная статья: Fission product yield

Распределение атомных масс осколков деления ^{235}U в зависимости от энергии нейтрона, вызвавшего деление

Подавляющее большинство реакций деления заканчивается образованием двух ядер. Небольшую долю, 0,2..0,4 % делений составляют тройные деления, в результате которых образуется три атомных ядра, при этом третье ядро легкое, такое как гелий-4 (90 % тройных делений) или тритий (7 %).

Массовое распределение осколков деления тепловыми нейтронами для некоторых изотопов

При делении 235U тепловыми нейтронами образуется около 30 различных пар осколков, преимущественно неравной массы. Самый лёгкий из них имеет массовое число 72, самый тяжёлый — 161. Наиболее вероятно деление на осколки с отношением масс 3/2. Выход таких осколков достигает примерно 6 %, в то время как осколков с равными массами — примерно 10−2 %. Такой характер распределения осколков по массам наблюдается для всех делящихся нуклидов как при спонтанном делении, так и при делении возбуждённых составных ядер независимо от вида частиц, бомбардирующих исходные ядра. Кривые выхода осколков деления слабо различаются для разных делящихся ядер, это говорит о том, что асимметрия в распределении осколков присуща самому механизму деления ядер.
Такая асимметричность деления осколков противоречит предсказаниям капельной модели ядра, так как бесструктурная капля с наибольшей вероятностью должна делиться как раз на две равные части. Деление на неравные части объясняется в рамках оболочечной модели ядра как результат преимущественного образования ядер с заполненными оболочками, содержащими 50 и 82 нейтронов (магические числа). Однако асимметрия деления уменьшается при увеличении энергии возбуждения делящегося ядра и при больших её значениях исчезает. Например, в случае деления 235U тепловыми нейтронами вероятность симметричного деления составляет примерно 0,01 %, нейтронами с энергией 14 МэВ около 1 %, а при энергии нейтрона более 100 МэВ распределение осколков деления по массам имеет один максимум, соответствующий симметричному делению ядра. Такая тенденция находится в согласии с представлением о применимости ядерных моделей.
Поскольку тяжелые ядра имеют избыток нейтронов, то и их осколки нейтронно-избыточны. Это значит, что осколки деления нестабильны и испытывают преимущественно β−-распад. Массовое число не изменяется в процессе β−-превращений, поэтому можно считать, что массовое распределение осколков практически не изменится, изменится только химический состав.
Состав продуктов деления в общем случае постоянно изменяется, однако если процесс деления продолжается достаточно долго с постоянной скоростью, то в большинстве цепочек β−-распада достигается равновесие, и химический состав продуктов деления становится неизменным. Каждый элемент при этом представлен многими изотопами из разных цепочек. В состоянии равновесия из всех продуктов деления примерно:
- 25 % — редкоземельные элементы,
- 15 % — цирконий,
- 12 % — молибден,
- 6,5 % — цезий,
- 16 % — благородные газы (ксенон и криптон).

Количество продуктов деления примерно в 2 раза превышает количество разделившихся ядер. Так как размеры всех атомов приблизительно одинаковы, то продукты деления занимают больший объём, чем атомы делящегося материала, что приводит к радиационному распуханию ядерного топлива, то есть образование в нём пор, заполненных газообразными продуктами деления, или рост его объёма.
Приведенные в разделе данные верны только в случае одиночных делений. Если деление идет в ядерном реакторе или в другом интенсивном источнике нейтронов, то принцип распределения продуктов деления будет нарушаться захватами нейтронов.

### Нейтроны

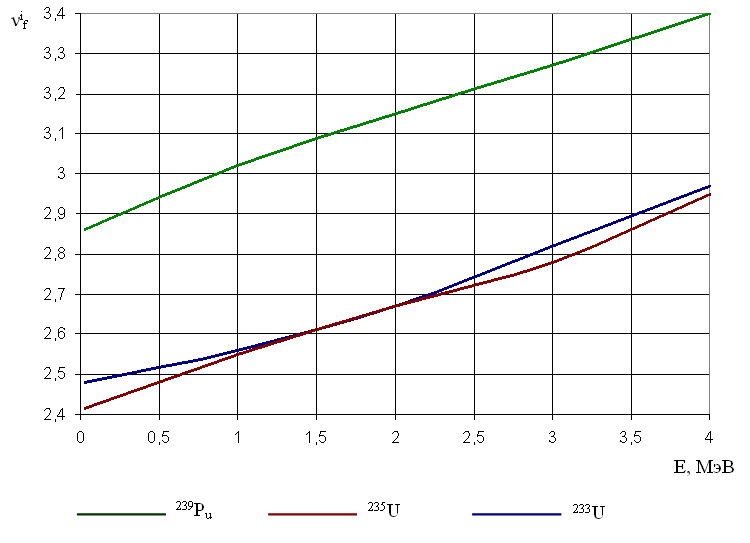
Зависимость среднего числа нейтронов, испускаемых при делении от энергии нейтронов, вызывающих деление для различных ядер

Испускание нейтронов осколками деления — одна из важнейших особенностей процесса деления тяжёлых ядер. Именно она позволяет создать, при определённых условиях, цепную реакцию деления. А наличие запаздывающих нейтронов позволяет сделать эту цепную реакцию управляемой.

#### Мгновенные нейтроны
Это нейтроны, испускаемые осколками деления практически мгновенно после деления составного ядра, в отличие от запаздывающих нейтронов, испускаемых продуктами деления через некоторое время после этого. Количество нейтронов, испускаемых в одном акте деления — случайная величина, распределённая примерно по закону Гаусса около среднего значения (2-3 нейтрона на одно делящееся ядро). Мгновенные нейтроны составляют более 99 % нейтронов деления.
Среднее число нейтронов {\displaystyle \nu _{f}^{i}}, образующихся при делении, зависит от сорта ядра-мишени и энергии налетающего нейтрона. Наблюдается заметный рост {\displaystyle \nu _{f}^{i}} при увеличении энергии возбуждения делящегося ядра. Экспериментальные данные хорошо описываются линейной зависимостью вида:
{\displaystyle \nu _{f}^{i}(E)=\nu _{f0}^{i}+E_{n}{\frac {d\nu _{f}^{i}}{dE}}},
где {\displaystyle \nu _{f0}^{i}} — значение {\displaystyle \nu _{f}^{i}} для E=0,025 эВ.

#### Запаздывающие нейтроны
Это нейтроны, испускаемые продуктами деления через некоторое время (от нескольких миллисекунд до нескольких минут) после реакции деления тяжёлых ядер, в отличие от мгновенных нейтронов, испускаемых практически мгновенно после деления составного ядра.
В очень редких случаях в цепочке β−-превращений образуется ядро с энергией возбуждения, превышающей энергию связи нейтрона в этом ядре. Такие ядра могут испускать нейтроны, которые называются запаздывающими. Испускание запаздывающего нейтрона конкурирует с гамма-излучением, однако в случае перегруженности ядра нейтронами более вероятно будет испускание нейтрона.
Несмотря на малый выход, запаздывающие нейтроны играют огромную роль в ядерных реакторах. Благодаря большому запаздыванию, эти нейтроны существенно, примерно на два порядка и более, увеличивают время жизни нейтронов одного поколения в ядерном реакторе и тем самым создают возможность управления самоподдерживающейся цепной реакцией деления.
Ядро, образовавшееся при испускании запаздывающего нейтрона, может находиться либо в основном, либо в возбуждённом состоянии. В последнем случае возбуждение снимается гамма-излучением.

## Применение
Деление ядер — мощный источник энергии, которое человечество использует в больших масштабах уже более 50 лет. Применение свойства деления, которое заключается в том, что при определённых условиях реакция деления может быть цепной, привело к созданию ядерных реакторов, использующих управляемую цепную реакцию для различных целей, и ядерного оружия, использующего неуправляемую цепную реакцию. Наряду с термоядерным, ядерное оружие является самым разрушительным видом вооружений. Крупнейшими международными организациями в области использования атомной энергии являются МАГАТЭ и ВАО АЭС.

### Ядерные реакторы

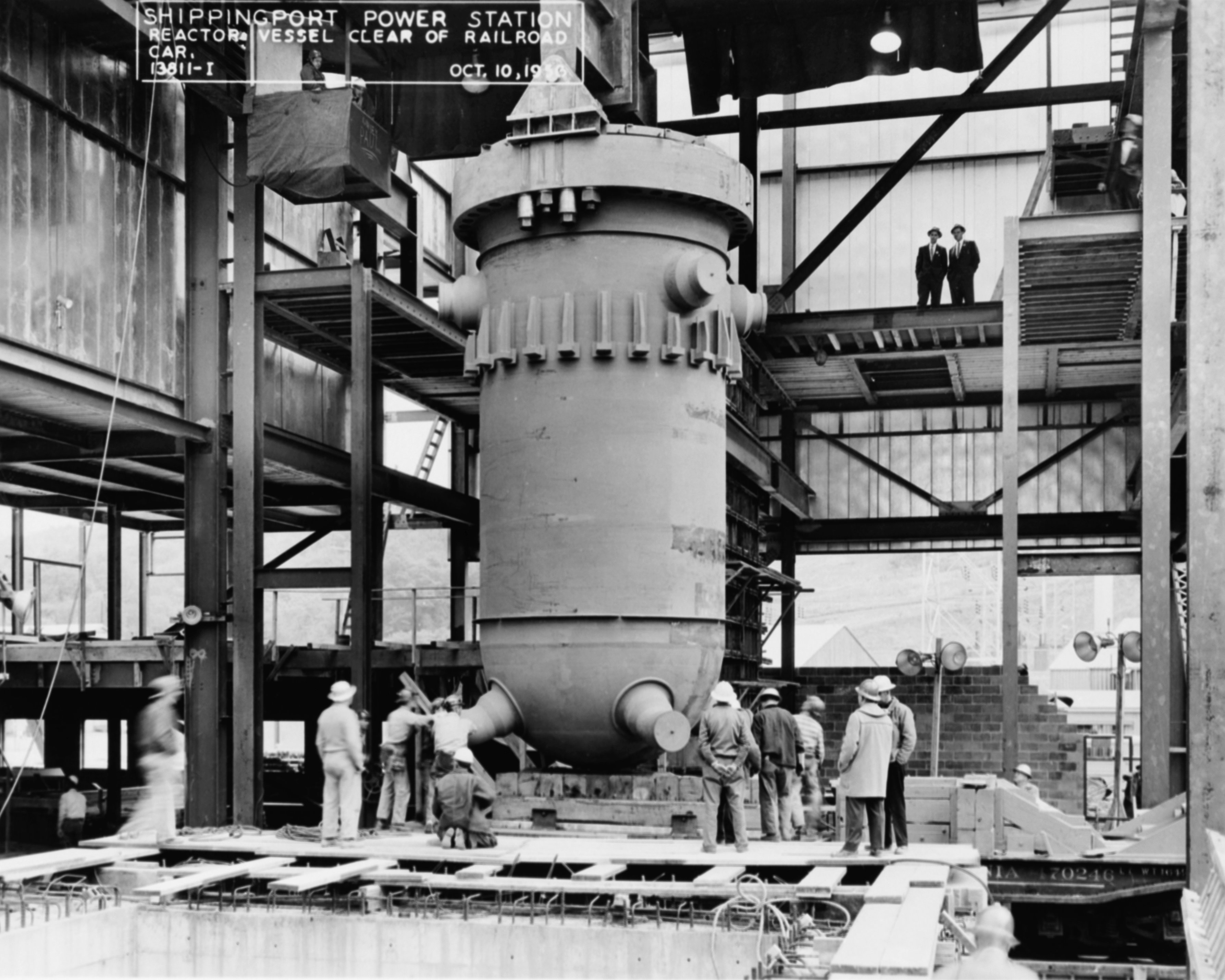
Монтаж одного из первых энергетических реакторов, весьма маломощного по современным меркам (60 МВт). Shippingport NPP, США, 1956 год

Ядерный реактор — это устройство, в котором осуществляется управляемая цепная ядерная реакция, сопровождающаяся выделением энергии. Первый ядерный реактор в мире, «Чикагскую поленницу-1» (англ. Chicago Pile-1), запустили под трибунами университетского стадиона в 1942 году сотрудники Чикагского университета под руководством Энрико Ферми, в рамках проекта Манхэттен по разработке ядерного оружия. Спустя 4 года в Лаборатории № 2 Академии наук СССР по руководством Курчатова с теми же целями был пущен первый в Европе реактор Ф1. Первая в мире атомная электростанция в Обнинске с энергетическим реактором АМ-1 была запущена 1954 году.
Ядерные реакторы — весьма разнообразные по конструкции и областям применения устройства. По характеру использования реакторы можно условно разделить на:
- исследовательские (экспериментальные) реакторы, диапазон применения которых весьма широк: например реакторы, в которых потоки нейтронов и гамма-квантов, создаваемые в активной зоне, используются для исследований и физических экспериментов в области ядерной физики, физики твёрдого тела, радиационной химии, биологии, для испытания материалов, предназначенных для работы в интенсивных нейтронных потоках (в том числе материалов ядерных реакторов), для производства изотопов;
- изотопные (оружейные, промышленные) реакторы, используемые для наработки изотопов, используемых в ядерных вооружениях, например 239Pu, к ним относят реакторы-конвертеры и реакторы-размножители;
- энергетические реакторы, предназначенные для получения электрической и тепловой энергии, используемой в энергетике, а также для опреснения воды;
- транспортные реакторы для привода силовых установок кораблей и подводных лодок[51][52].

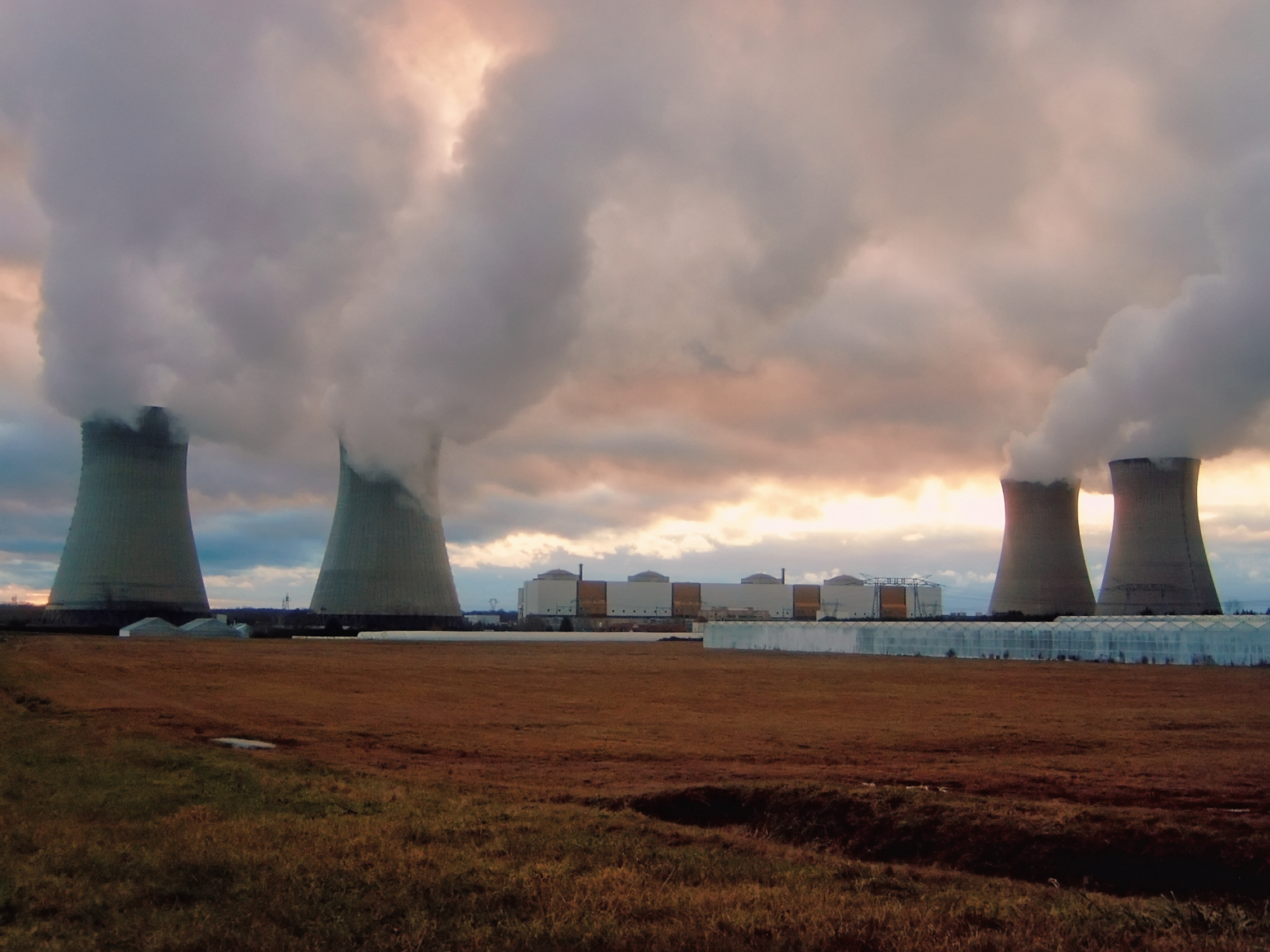
АЭС с 4 энергоблоками во Франции, Dampierre NPP

Такое разделение является довольно условным, так как применение реакторов часто не ограничивается лишь одной функцией. Самыми разнообразными и узкоспециализированными являются исследовательские реакторы, что обусловлено широким спектром решаемых ими задач. Энергетические реакторы кроме своих основных функций могут выполнять и другие, например энергетический реактор первой АЭС в Обнинске в основном предназначался для экспериментов, а реакторы на быстрых нейтронах могут быть одновременно и энергетическими, и нарабатывать изотопы, которые возможно в дальнейшем использовать в качестве топлива или сырья для оружия. Оружейные реакторы кроме своей основной задачи часто снабжают свои рабочие посёлки теплом и электроэнергией.
История ядерной энергетики охватывает период более полувека, и за это время она уже стала традиционной отраслью энергетики, в настоящее время доля выработки электроэнергии на АЭС во многих странах достигает довольно больших значений. Сейчас в мире насчитывается 433 энергетических реактора общей мощностью 366,590 ГВт и 65 в стадии сооружения. Мировым лидером по установленной мощности АЭС является США (около 100 млн кВт) и Франция (примерно 63 млн кВт), по доле выработки электроэнергии на АЭС первенствует Франция, США же занимает лишь 18-е место. Пятёрка стран по мощности и доле выработки:
| Страны  | Установленная мощность, млн кВт | Страны   | Доля выработки электроэнергии на АЭС,% |
| ------- | ------------------------------- | -------- | -------------------------------------- |
| США     | 101,2                           | Франция  | 74,1                                   |
| Франция | 63,1                            | Словакия | 51,8                                   |
| Япония  | 44,1                            | Бельгия  | 51,2                                   |
| Россия  | 22,7                            | Украина  | 48,1                                   |
| Ю.Корея | 20,5                            | Венгрия  | 42,1                                   |

### Ядерное оружие

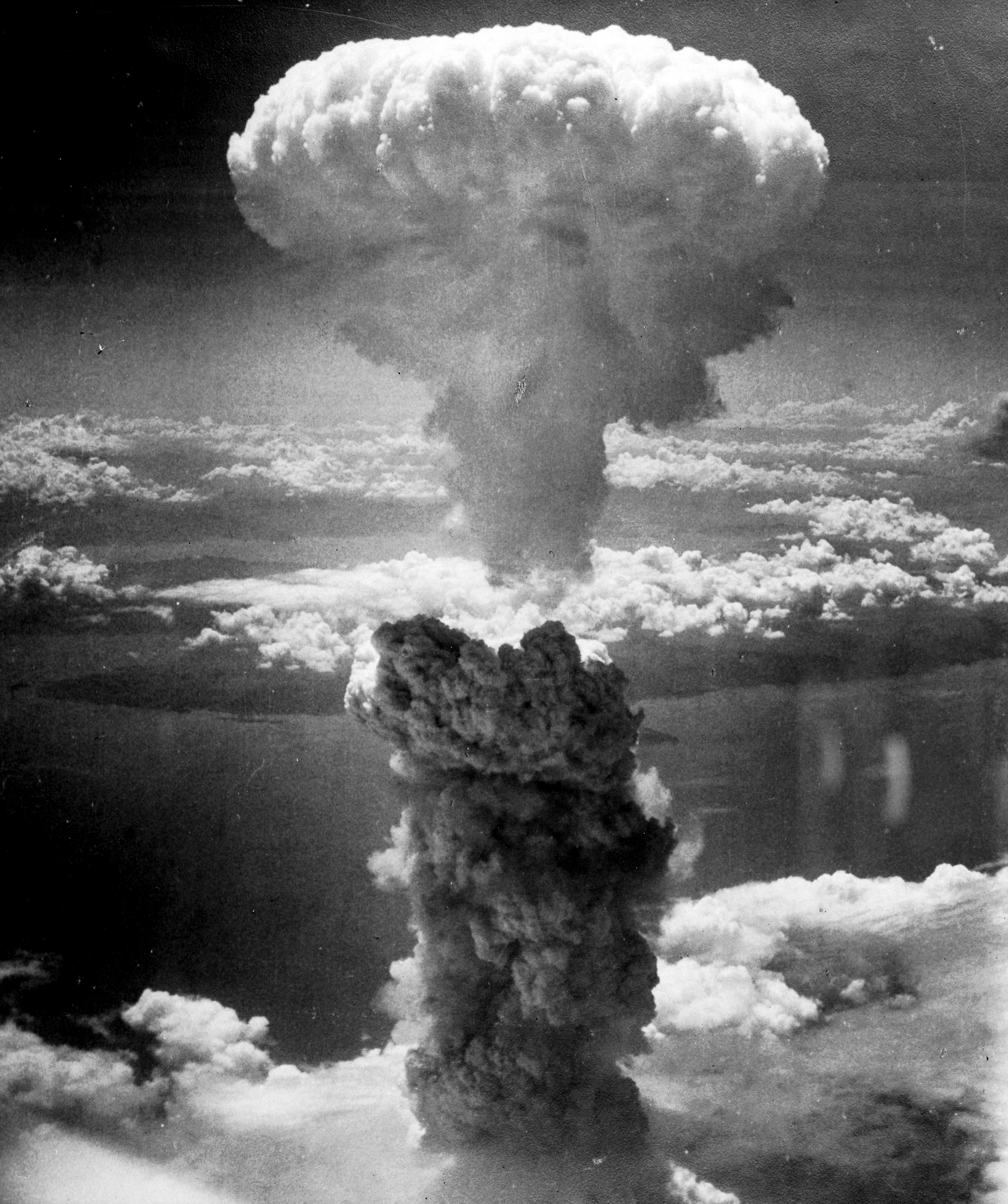
Трагедия Нагасаки, 1945 год

Ядерное оружие — оружие массового поражения взрывного действия, основанного на использовании ядерной энергии, освобождающейся при цепной ядерной реакции деления тяжёлых ядер. Это мощнейший вид оружия, созданный человеком, уступающий по силе взрыва лишь термоядерному оружию и обладающий множеством поражающих факторов.
Разработкой ядерного оружия активно занимался Третий Рейх, однако несмотря на серьёзные успехи, ему не удалось завершить работы в этом направлении. Первое испытание ядерного оружия (испытание Тринити) было осуществлено в 1945 году в штате Нью-Мексико, США. В этом же году единственный раз в истории оно было применено, на японские города Хиросима (6 августа) и Нагасаки (9 августа) американскими войсками были сброшены бомбы Малыш и Толстяк.
Несмотря на то, что ядерное оружие было применено лишь один раз, его существование, обычно подтверждаемое проведением страной-обладателем ядерных испытаний, имеет огромное политическое и военное значение. Страны — обладатели ядерного оружия входят в неофициальный ядерный клуб, а лидеры по этому виду вооружений, Россия и США со времён холодной войны придерживаются доктрины ядерного паритета, при этом направляя политические усилия на нераспространение ядерного оружия. Пятёрка стран, имеющих на вооружении наибольшее количество ядерных боеголовок:
| Страны         |
| -------------- |
| Россия         |
| США            |
| Франция        |
| Китай          |
| Великобритания |

Интересно то, что ядерные взрывы многократно использовались и в мирных целях, в основном для отработки или, наоборот, интенсификации газовых и нефтяных месторождений, для чего разрабатывались специальные промышленные ядерные заряды.